# یژی ووکاشویچ
یژی ووکاشِـویچ (لهستانی: Jerzy Łukaszewicz؛ زادهٔ ۷ سپتامبر ۱۹۴۶) فیلم‌نامه‌نویس، عکاس، فیلم‌بردار و کارگردان فیلم اهل لهستان است.

## گزیدهٔ فیلم‌شناسی

### کارگردان
- فائوستینا (۱۹۹۵)
- راز ساگال (۱۹۹۷)
- خانه کشیش (۲۰۱۱–۲۰۰۰)
- در خوشی و سختی (۲۰۰۱)

### فیلم‌بردار
- کینگ‌سایز (۱۹۸۸)